# Xã Stocking, Quận Saunders, Nebraska
Xã Stocking (tiếng Anh: Stocking Township) là một xã thuộc quận Saunders, tiểu bang Nebraska, Hoa Kỳ. Năm 2010, dân số của xã này là 453 người.